# Gallotia simonyi simonyi

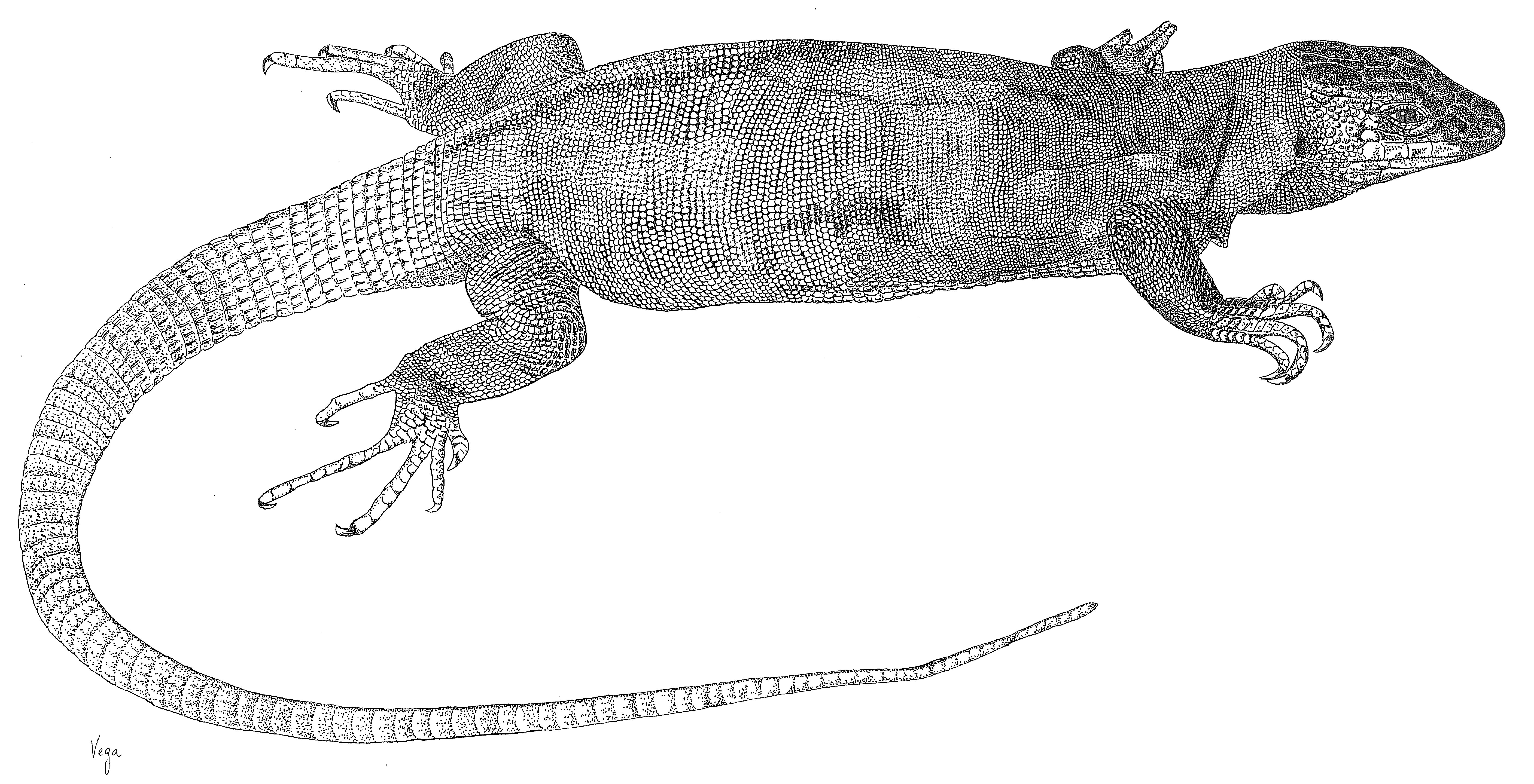
Disegno

La lucertola gigante di Roque Chico de Salmor (Gallotia simonyi simonyi (Steindachner, 1889)) era la sottospecie nominale della lucertola gigante di Hierro (Galotia simonyi), attualmente estinta dal 1930.

## Distribuzione e habitat
Questa sottospecie era presente unicamente a Roque Chico De Salmor, un piccolissimo isolotto di El Hierro, nelle Isole Canarie.

## Conservazione
L'estinzione è probabilmente da addebitarsi alla predazione da parte di animali introdotti, come il gatto, e dall'insediamento umano. Nel 1986 si è iniziato un progetto di reintroduzione di questa specie sull'isola; attualmente esistono circa 100 esemplari.